# Rhodoarrhenia
Rhodoarrhenia är ett släkte av svampar. Rhodoarrhenia ingår i familjen Bolbitiaceae, ordningen Agaricales, klassen Agaricomycetes, divisionen basidiesvampar och riket svampar.
|               | Galeropsis |
|               | |
|               | Conocybe |
|               | |
|               | Pholiotina |
|               | |
|               | Bolbitius |
|               | |
| Rhodoarrhenia | \| \| Rhodoarrhenia pensilis \| \| \| \| \| \| Rhodoarrhenia albocremea \| \| \| \| \| \| Rhodoarrhenia cyphelloides \| \| \| \| \| \| Rhodoarrhenia nobilis \| \| \| \| \| \| Rhodoarrhenia pezizoidea \| \| \| \| \| \| Rhodoarrhenia vitellina \| \| \| \| \| \| Rhodoarrhenia solomonensis \| \| \| \| \| \| Rhodoarrhenia flabellulum \| \| \| \| |
|               | \| \| Rhodoarrhenia pensilis \| \| \| \| \| \| Rhodoarrhenia albocremea \| \| \| \| \| \| Rhodoarrhenia cyphelloides \| \| \| \| \| \| Rhodoarrhenia nobilis \| \| \| \| \| \| Rhodoarrhenia pezizoidea \| \| \| \| \| \| Rhodoarrhenia vitellina \| \| \| \| \| \| Rhodoarrhenia solomonensis \| \| \| \| \| \| Rhodoarrhenia flabellulum \| \| \| \| |
|               | Galerella |
|               | |
|               | Tubariella |
|               | |
|               | Cyttarophyllopsis |
|               | |
|               | Tympanella |
|               | |
|               | Gymnoglossum |
|               | |
|               | Tubariopsis |
|               | |
|               | Ptychella |
|               | |
|               | Wielandomyces |
|               | |
|               | Agrogaster |
|               | |
|               | Rhodoarrhenia pensilis |
|               | |
|               | Rhodoarrhenia albocremea |
|               | |
|               | Rhodoarrhenia cyphelloides |
|               | |
|               | Rhodoarrhenia nobilis |
|               | |
|               | Rhodoarrhenia pezizoidea |
|               | |
|               | Rhodoarrhenia vitellina |
|               | |
|               | Rhodoarrhenia solomonensis |
|               | |
|               | Rhodoarrhenia flabellulum |
|               | |

|  | Rhodoarrhenia pensilis     |
|  |                            |
|  | Rhodoarrhenia albocremea   |
|  |                            |
|  | Rhodoarrhenia cyphelloides |
|  |                            |
|  | Rhodoarrhenia nobilis      |
|  |                            |
|  | Rhodoarrhenia pezizoidea   |
|  |                            |
|  | Rhodoarrhenia vitellina    |
|  |                            |
|  | Rhodoarrhenia solomonensis |
|  |                            |
|  | Rhodoarrhenia flabellulum  |
|  |                            |